# Cernătești, Buzău
Cernătești este satul de reședință al comunei cu același nume din județul Buzău, Muntenia, România. Se află în Subcarpații de Curbură, în centrul județului, pe valea Slănicului.

## Podgoriile
Satul este cunoscut pentru podgoriile sale. Vinul de Cernătești apare menționat în Ciocoii vechi și noi, primul roman în limba română. A fost la un moment dat una dintre cele mai mari podgorii ale Țării Românești. Soiurile de viță de vie autohtone, specifice acestei localități, au fost distruse de filoxeră la începutul secolului al XIX-lea, astfel încât, în anul 1890 mai erau doar 184 ha. După 1900 se introduc în cultură soiuri hibride, direct producătoare, care ajung în preajma cooperativizării, în anul 1962, la aproape 1000 ha.
În localitate a existat o mănăstire, distrusă probabil în secolul al XVI-lea, despre care se știu puține lucruri. Deosebit de interesante sunt crucile de piatră, plasate la răscruci sau păstrate în cimitirul vechi al localității, pe care apar figurate motive solare. Există câteva case destul de vechi, construite în stilul tipic Subcarpaților de curbură.
1. 1 2  Suditu, Viorel; Nicolescu, Ion (2022). Comuna Cernăteşti. Prezentare istorico-geografică, administrativă, social-culturală, tradiţii şi obiceiuri, personalităţi marcante. Buzău: Editgraph. p. 81.